# Knut Wiesner
Knut A. Wiesner (* 1954 in Bonn) ist ein deutscher Wirtschaftswissenschaftler. Er war Professor für Marketing, (int.) Unternehmensführung und VWL an der Hochschule für angewandte Wissenschaften Würzburg-Schweinfurt und lehrt an der Universität Kassel Standort- und Verwaltungsmarketing sowie an weiteren Hochschulen im In- und Ausland.

## Leben
Wiesner studierte von 1975 bis 1980 Volkswirtschaftslehre (Diplom-Volkswirt) an der Universität Bonn, erwarb 1987/8 ein Postgraduate Diplom (heute MBA) der Universität Fribourg/CH und promovierte anschließend nebenberuflich bis 2000 an der Universität Bremen in Wirtschaftswissenschaften (Dr. rer. pol.).
Bevor Wiesner zur Lehre wechselte, war er Gründer und Mitinhaber eines Call Centers. Bis dahin leitete er als Geschäftsführer die Dienstleistungs-Unternehmen DJH-Service GmbH, die RESY GmbH, die Fur & Fashion Frankfurt Messe GmbH und er war (Haupt-)Geschäftsführer des Bundesverbandes der Deutschen Süßwarenindustrie, der German Sweets Exportförderung, des Deutschen Reiseverbandes (DRV), des Verbandes der Deutschen Heimtextilienindustrie, der Europäischen Teppichgemeinschaft (ETG), der Gemeinschaft umweltfreundlicher Teppichboden (GuT) sowie des Internationalen Teppichverbandes CITTA.

## Publikationen (Auswahl)

### Bücher
- Strategisches Tourismusmarketing, 3. Auflage, Erich-Schmidt-Verlag, Berlin 2022, ISBN 978-3-503-20964-4.
- Regionaltourismus, De Gruyter, Oldenbourg 2021, ISBN 978-3-486-58891-0.
- Standortmarketing, W. Kohlhammer, Stuttgart 2021, ISBN 978-3-17-038870-3
- Professionelles Standort- und Destinationsmanagement, Erich-Schmidt-Verlag, Berlin 2021, ISBN 978-3-503-19562-6.
- 360-Grad-Marketing, W. Kohlhammer, Stuttgart 2020, ISBN 978-3-17-032599-9.
- Faires Management und Marketing, De Gruyter, Oldenbourg 2016, ISBN 978-3-486-58889-7.
- Erfolgreiches Regional-/Standortmarketing, KSB-Media, Gerlingen 2013, ISBN 978-3-941564-29-9.
- Strategisches Destinationsmarketing, Gmeiner, Meßkirch 2008, ISBN 978-3-89977-111-4.
- Wellnessmanagement, Erich-Schmidt-Verlag, Berlin 2007, ISBN 978-3-503-10360-7.
- Dienstleistungsmarketing, gemeinsam mit Uwe Sponholz, München/Wien 2007, ISBN 978-3-486-58209-3.
- Internationales Management, München/Wien, 2005, ISBN 978-3-486-57644-3.
- Innovationen im Verbändesektor. Die Bedeutung umweltpolitischer und europäischer Strategien im Management von Wirtschaftsverbänden, gemeinsam mit Iris Wiesner, Egelsbach 2000, ISBN 3-8267-2761-4.
- Unternehmerische Zusammenarbeit mit dem südlichen Afrika; Fallstudien Joint Venture in Südafrika und Joint Venture mit Partnern aus Namibia, Egelsbach 1994, ISBN 978-3-89349-870-3.
- Das Harmonisierte System für Zolltarif und Außenhandelsstatistik in der Ernährungswirtschaft, Behr, Hamburg 1987, ISBN 978-3-925673-10-8.

### Beiträge in Büchern und Loseblattsammlungen
- Darstellung und Bedeutung von Dienstleistungen in: Pepels (Hrsg.): Dienstleistungsmanagement für wirtschaftsberatende Berufe, Herne 2009.
- Wellnessmanagement zwischen Wellnepp und Medical Wellness in: Fischer / Schulz (Hrsg.): Handbuch Gesundheitstourismus, S. 91–102, Aachen, 2008.
- Internationale Positionierung (Fallstudie KMU) in: Kruse/Wittberg (Hrsg.): Fallstudien zur Unternehmensführung, Wiesbaden 2008.
- Multi-Kanal-Dialogmarketing, in: Häberle (Hrsg.): Lexikon der Betriebswirtschaftslehre, München/Wien 2008, S. 889 ff.
- Call Center Management, in: Häberle (Hrsg.): Lexikon der Betriebswirtschaftslehre, München/Wien 2008, S. 174 ff.
- Mobil-Marketing, Kap. 82 in: Poth/Poth: Marketing, 2. Auflage, Kriftel 2000/2.
- Nonprofitmarketing, Kap. 83 in: Poth/Poth: Marketing, 2. Auflage, Kriftel 2000/2.
- Kundenbindung durch Kundenclubs und Kundenkarten, Kap. 79 in: Poth/Poth: Marketing, 2. Auflage, Kriftel 2000/2.
- Multi-Kanal-Dialogmarketing, Kap. 56 in: Poth/Poth: Marketing, 2. Auflage, Kriftel 2000/2.